# Pachyelmis securigera
Pachyelmis securigera is een keversoort uit de familie beekkevers (Elmidae). De wetenschappelijke naam van de soort werd in 1974 gepubliceerd door Joseph Delève.